# 2ТЕ121
Тепловоз 2ТЕ121 — магістральний вантажний тепловоз з електропередачею, експлуатувався на залізницях СРСР, Росії і України.

## Причини створення
В 1960-х роках Міністерство шляхів сполучення СРСР ініціювало створення та замовило вантажні тепловози з електропередачею секційною потужністю 4000 к.с. На основі проведених випробувань та досліджень використання ефективності та застосування різних типів тепловозів інженери дійшли висновку про доцільність мати в загальному парку локомотивів не менше 30 % тепловозів потужністю 4000 к.с. в секції.
До цього тепловози такого класу в СРСР не створювали за винятком окремих проєктів. Луганський тепловозобудівний завод 1964 року виконав проєкт тепловоза ТГ106 потужністю 4000 к.с. на секцію з дизельним двигуном Д70, спеціально розробленим Б. Н. Струнге для тепловозів. На ХЗТМ А. А. Кірнарській в середині 1960-х виконав проєкт тепловоза ТЕ15 з тим же двигуном. Проєкт не був реалізований у зв'язку зі згортанням тепловозобудування на ХЗТМ.
Після того, як Міністерство шляхів сполучення СРСР заявило про доцільність будівництва машин секційною потужністю 4000 к.с., Луганський тепловозобудівний завод за короткий час створив проєкти 2ТЕ115 (1973), ТЕ120 з асинхронними тяговими двигунами (1975), випустив 1974 дослідний тепловоз ТЕ129, а в 1976—1977 партію тепловозів ТЕ129. Ці тепловози виконувалися заводом з шістьма осями в секції на базі конструкції раніше освоєних машин, зокрема, ТЕ109. Подібний підхід ще наприкінці 1960-х критикувався міністерством, що пропонувало розробку вантажних шестивісних машин з навантаженням на вісь 27-30 т, що було пов'язано з планами укладати на коліях важкі рейки Р65 і Р75.
Міністерство до середини 1970-х років рекомендувало збільшити осьове навантаження для тепловозів потужніше 3000 к.с. до 25 тс для серійних екземплярів і до 27 тс для перших дослідних зразків. Також було визнано доцільним збільшити діаметр коліс тепловоза з 1050 мм до 1250 мм і використовувати опорно-рамний тяговий привід замість опорно-осьового. Це потребувало розробки нового візка вантажного локомотива, який не мав аналогів у світовій практиці.
1968 Міністерство шляхів сполучення СРСР видало технічне завдання на тепловоз потужністю 4000 к.с. з розрахунком подальшого виробництва його на Луганському тепловозобудівному заводі.
1970 в технічному завданні був зазначений діаметр коліс 1250 мм і осьове навантаження 23 т, 1973 міністерство погодило збільшення осьового навантаження до 25 т в серійному виконанні і застосування двоступінчатого ресорного підвішування та опорно-рамного приводу.
1977 Міністерство шляхів сполучення розробило нові типорозмірні магістральні тепловози, затверджені як державний стандарт ГОСТ 22602-77, в якому фігурує вантажний шестивісний тепловоз 4000 к.с. На підставі вимог цього стандарту 1978 був побудований перший зразок тепловоза 2ТЕ121-001.

## Історія
Побудований 1978 тепловоз 2ТЕ121-001 мав навантаження від колісних пар на рейки 26,8 тс, що відповідало вимогам до першого дослідного зразка. Того ж року тепловоз пройшов колійні та динамічні випробування на ділянці Майкоп — Бєлорєченськ Північно-Кавказької залізниці, які були проведені Всеросійським науково-дослідним інститутом залізничного транспорту спільно з Всеросійським науковим інститутом тепловозів і колійних машин і заводом-виробником при русі зі швидкістю до 120 км/год. За результатами випробувань було зроблено пропозиції до зміни конструкції.
Міністерство розглядало 2ТЕ121 як базову модель перспективного тепловозного парку, але до побудови 2ТЕ121 фактично відмовилося від масового використання в перспективі рейок Р75, а рейки Р65 були укладені не на всьому полігоні застосування нових тепловозів. Це сприяло застосуванню більш жорстких вимог до локомотивів з підвищеним осьовим навантаженням по динаміці і впливу на колію. Крім того, через брак сучасних колійних машин погіршився стан шляхів тепловозного полігону. Все це вимагало збільшення обсягу досліджень екіпажної частини в порівнянні з раніше запланованою і збільшення часу доведення.
В 1970-х роках міністерство відмовилося від масового переведення тепловозного парку на дизельні двигуни Д49 (ЧН26/26) виробництва Коломенського тепловозобудівного заводу, оскільки двигуни були недосконалими, і продовжило закупівлю локомотивів з раніше розробленими двигунами. Розробка двигунів Д70 Харківського заводу транспортного машинобудування до кінця 1970-х була фактично згорнута. Це теж ускладнювало просування нового тепловоза.
До 1983 була випущена дослідна серія тепловозів 002—004, які проходили різні випробування. Зокрема, тепловоз 003 протягом 1980-х постійно використовувався для випробувань різних варіантів екіпажної частини. За результатами випробувань дослідної серії були внесені зміни до тягового приводу, конструкції візка, допоміжних систем, довжину кузова зменшили на метр, осьове навантаження зменшили до 25 т. Крім того, якщо за умовами міністерства тепловоз спочатку мав курсувати тільки рейками Р65, то після доведення дослідної серії він зміг працювати і на рейках Р50.
Більша частина змін була врахована у серії з номера 005, випущеній в середині 1980-х — понад 10 двосекційних машин цієї серії об'ємом були направлені для експлуатації в депо Печора Північної залізниці. В експлуатації тепловози показали, зокрема, такі переваги:
- Зниження витрати палива на 8-10 % порівняно з тепловозами 2ТЕ10В;
- Збільшення маси складу і можливості наганяти відставання від графіка;
- Меншу схильність тепловозів 2ТЕ121 до боксування порівняно з 2ТЕ10В і 2ТЕ116;
- Значне поліпшення комфорту локомотивної бригади порівняно з іншими локомотивами;
- Зменшення зносу тягової передачі порівняно з іншими тепловозами.

На тій же партії локомотивів 1983 у зв'язку з тим, що дизелі Д49 викликали зауваження міністерства, на тепловозі 2ТЕ121-006 був у дослідному порядку встановлений дизель 3Д70 Харківського заводу важкого машинобудування.
Водночас у локомотивів цієї партії різко зросла кількість відмов порівняно з раніше випущеними зразками. В офіційних документах міністерство причиною називало «необхідність доопрацювання окремих вузлів». Обстеження випадків відмов, а також стану щойно виготовленого тепловоза під номером 011 встановило, що основною причиною відмов стало різке зростання виробничого браку при виготовленні локомотива, спричиненого зокрема тим, що завод мав істотно збільшити обсяг випуску цієї моделі, не встигнувши відпрацювати технології серійного виробництва і установки на локомотив бракованих комплектуючих виробництва інших підприємств (гумокордові муфти Лисичанського заводу, підшипники Бакинського заводу тощо). Крім того, тепловоз 2ТЕ121 вимагав підвищення культури виробництва та дотримання технологічної дисципліни при проведенні деповських ремонтів.
Незважаючи на конструкційні недоліки, виробництво тепловозів 2ТЕ121 після 1987 збільшувалося. До 1992 було випущено 76 двосекційних тепловозів, понад 150 секцій, після чого у зв'язку з кризою і розпадом СРСР закупівлі тепловозів, вироблених за межами Російської Федерації, припинилися.
До початку 1990-х експлуатацію ускладнювали організаційні труднощі-наприклад, плановий ремонт ТР-3 проводився на «Луганськтепловозі», де накопичувалось до третини машин. Таким чином, переважно через незавершеність системи обслуговування локомотивів цієї серії в міністерстві, невигідність поставок малих обсягів запасних частин і складності для РФ організації ремонту за кордоном, тепловози 2ТЕ121, незважаючи на неофіційні позитивні відгуки локомотивних бригад, відправляють з Північної залізниці на Жовтневу залізницю і з настанням термінів планового ремонту виводять з експлуатації і частково ставлять на бази запасу.
Деякі технічні рішення 2ТЕ121 використовуються на інших локомотивах, наприклад тяговий привід електровоза ЕП1 базується на рішеннях 2ТЕ121. Крім того, за час створення цього тепловоза був накопичений великий науковий доробок, особливо з динаміки і міцності локомотивів який може бути корисним при створенні нових конструкцій. Безумовно заслуговує на увагу і досягнутий на цьому тепловозі рівень комфорту локомотивної бригади і плавності ходу, навіть на колії зі станом близьким до незадовільного.

## Технічні характеристики
- Потужність дизельного двигуна, кВт (к.с.) — 2944 (4000)
- Конструкційна швидкість, км/год — 100
- Тривала сила тяги при швидкості 27 км/год, кН (тс) — 294 (30)
- Навантаження від колісної пари на рейки, кН (тс) — 245±7(25±0,7)
- Питома витрата палива, г/е к.с-г — 154+7,7
- Довжина гальмівного шляху тепловоза зі швидкістю 100 км/год при гальмуванні, метрів не більше:
  - краном допоміжного гальма 800
  - автоматичним гальмом 1000
- Колія, мм — 1520
- Габарит по ГОСТ 9238-83 — 1-Т
- Мінімальний радіус прохідних кривих, м — 125
- Діаметр колеса по кругу кочення, мм — 1250
- Габаритні розміри, мм
  - довжина за осями автозчеплення — 21000
  - ширина по рамі — 3200
- Висота по даху кузова від головки рейки — 5110
- Запас палива, кг — 7500